# Bad Honnef
Bad Honnef és una ciutat alemanya. Forma part de l'estat de Rin del Nord-Westfàlia, districte de Rhein-Sieg. Està a prop de l'antiga capital de Bonn i del límit amb l'estat de Renània-Palatinat. És una ciutat balneari que està banyada pel Rin.